# Nematalosa come
Nematalosa come és una espècie de peix pertanyent a la família dels clupeids. És inofensiu per als humans. Pot arribar a fer 21 cm de llargària màxima (normalment, en fa 16,5). Té 17-26 radis tous a l'aleta anal. És un peix marí, pelàgic-nerític i de clima tropical (30°N-21°S, 101°E-152°E) que viu entre 10-13 m de fondària. Es troba al Pacífic occidental: des de les illes Ryukyu fins a Austràlia (Queensland) i Papua Nova Guinea.